# Европейски общности
Европейските общности са три международни организации, които се управляват от едни и същи институции. Тези организации са: Европейската общност за въглища и стомана (ЕОВС), Европейска икономическа общност (ЕИО), Европейската общност за атомна енергия (ЕОАЕ или Евратом).
Те споделят общи институции на управление (тези на ЕИО) от 1967 г. до момента, в който тези институции стават част от Европейския съюз (ЕС). ЕИО става част от ЕС като Европейска общност, а ЕОВС е интегрирана в Общността през 2002. Терминът „Европейски общности“ все още се използва в някои области, но с развиването на Европейския съюз, и скромната роля на ЕОАЕ, употребата му става все по-рядка.